# Anoplotettix androsinus
Anoplotettix androsinus är en insektsart som beskrevs av Dlabola 1989. Anoplotettix androsinus ingår i släktet Anoplotettix och familjen dvärgstritar. Inga underarter finns listade i Catalogue of Life.